# Братиславская улица (Киев)
Братиславская улица (укр. Братиславська вулиця) — улица в Деснянском районе Киева. Названа в честь столицы Словакии — Братиславы.

## Расположение
Братиславская улица расположена Деснянском районе, пролегает через жилые массивы Лесной, Куликово и Воскресенка. Она берёт начало от Черниговской площади и заканчивается переходом в Проспект Романа Шухевича, а также улицы Теодора Драйзера и Электротехническую. Общая протяжённость улицы составляет около 4 км. Пересекается с улицами Андрея Малышко, Киото, Шолом-Алейхема, Академика Курчатова, Лесного проспекта, Сулеймана Стальского, Крайней, переулком Богушевского, а также имеет проезд к улице Беговой.
Улица является частью Малой окружной автомобильной дороги. Через улицу проходит граница Деснянского и Днепровского районов Киева.

## История

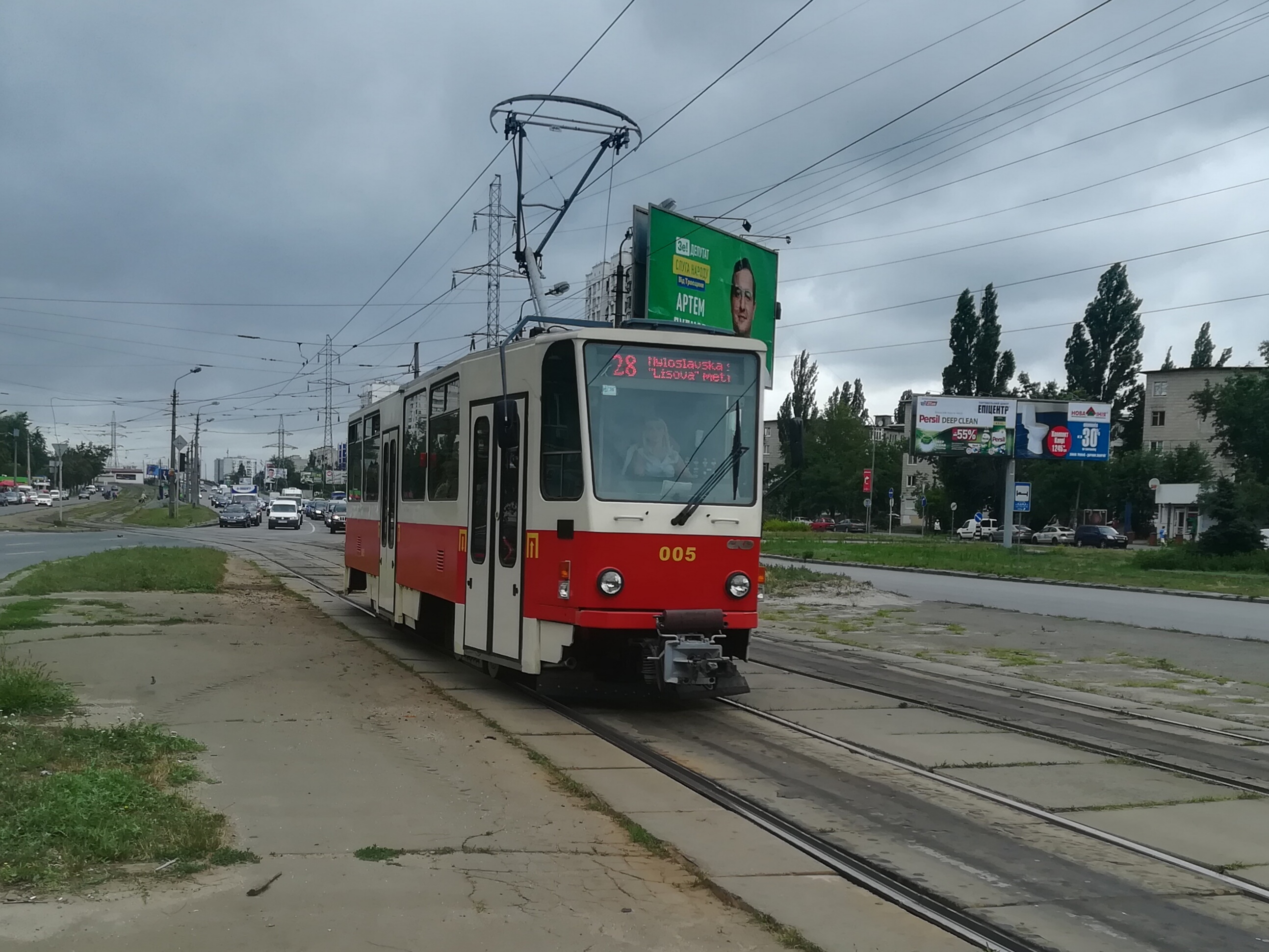
Трамвай на Братиславской улице, 2019 год

Улица возникла в середине 1960-х годов как правый бок улицы Миропольской. С 1969 года называется в честь словацкого города Братислава. В 1989 году в честь побратимства Киева и Братиславы был установлен памятный знак у дома № 44/2.
На углу улиц Электротехнической и Братиславской в 1995 году был открыт рынок «Троещина». В 2003 году на Братиславской предприниматель Александр Герега открыл свой первый гипермаркет сети «Эпицентр». Стоимость проекта составила 6,5 миллионов долларов.
В июле 2015 года сотрудники «Киевавтодора» произвели работы по замене асфальтобетонного покрытия Братиславской улицы общей площадью 6269 кв. м.
В 2016 году на доме № 12 испанский художник Liqen нарисовал мурал.
В 2017 году представитель Киевской городской государственной администрации заявил, что на Братиславской планируется снос домов 28, 30, 30-А, 32, 32-А в рамках ликвидации устаревшего жилого фонда.

Памятный знак в честь побратимства Киева и Братиславы, 2020 год
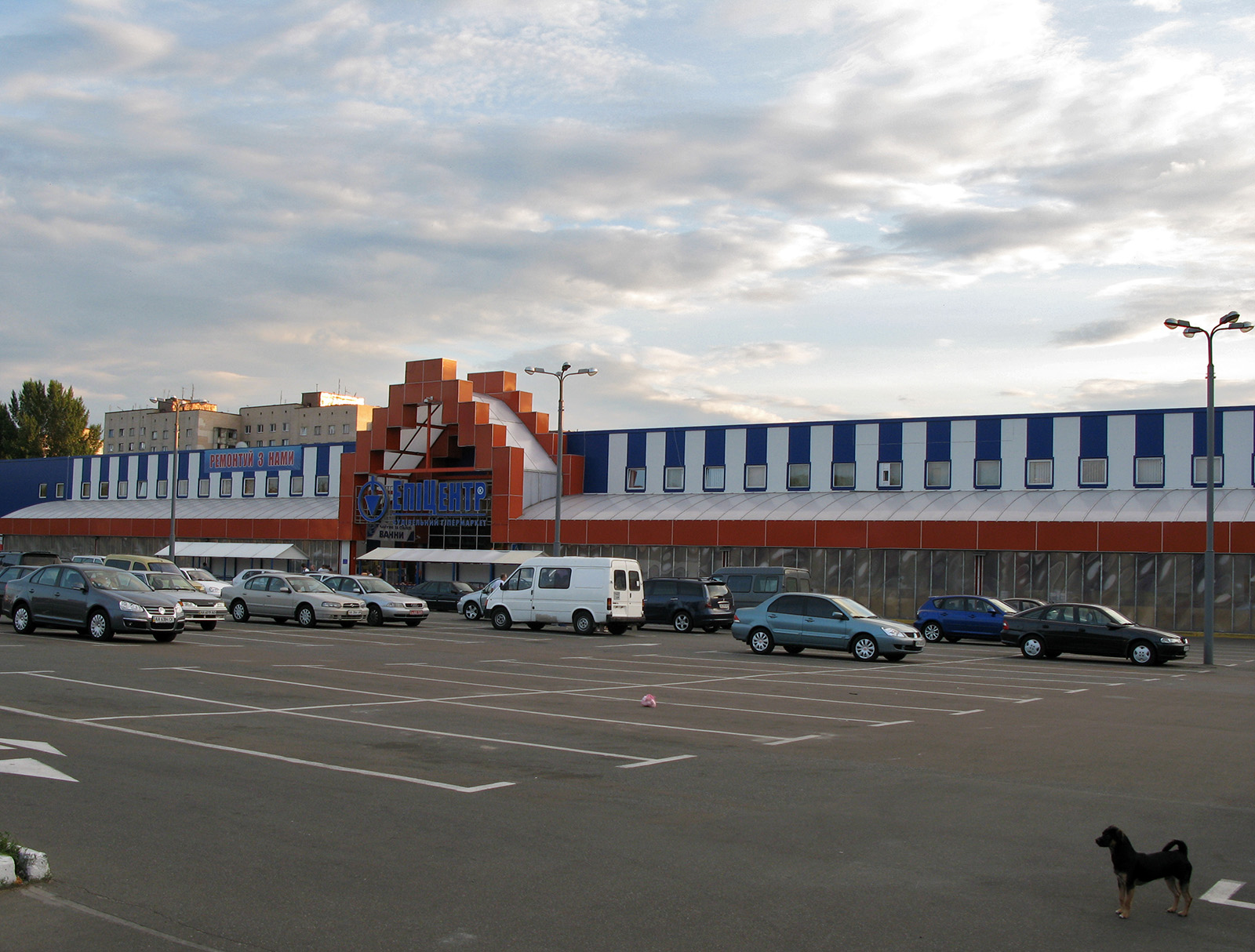
Гипермаркет «Эпицентр»
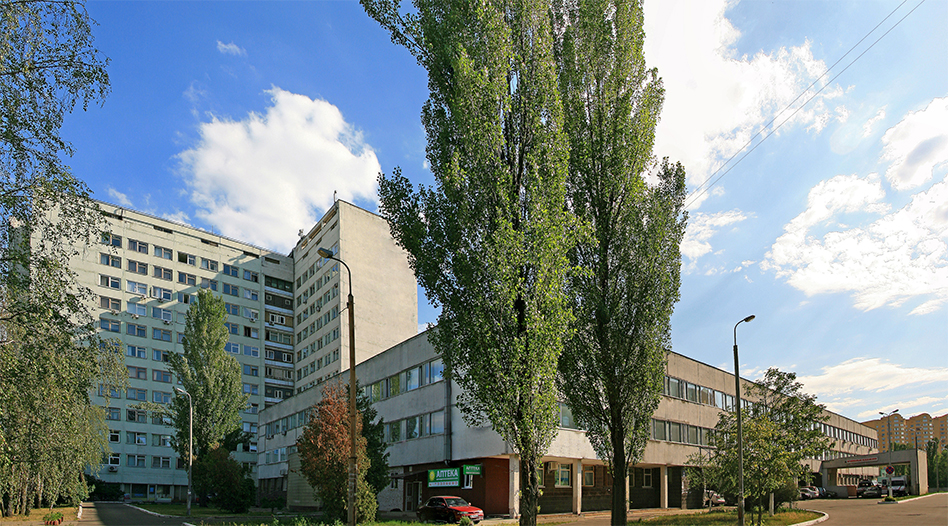
Киевская городская клиническая больница скорой медицинской помощи

## Здания
- 3 — Киевская городская клиническая больница скорой медицинской помощи[3]
- 3 — Церковь «Целительницы» УПЦ МП (на территории больницы)[9]
- 3 — Украинский научно-практический центр экстренной медицинской помощи и медицины катастроф[4]
- 5 — Киевский городской медицинский колледж[3]
- 5а — Институт сердца Министерства здравоохранения Украины[3]
- 14а — средняя общеобразовательная школа № 18, вечерняя[3]
- 50 — Украинский государственный проектно-изыскательский институт лесного хозяйства «Укрдипролис»[4]

## Мемориальные доски
- № 2 — аннотационная доска в честь Братиславы[4]